# Dolce Amore
Dolce Amore är en filippinsk TV-serie som sändes på ABS-CBN från 15 februari till 26 augusti 2016. Enrique Gil och Liza Soberano i huvudrollerna.

## Rollista (i urval)
- Liza Soberano - Serena Marchesa Ibarra / Monica Urtola
- Enrique Gil - Simon Vicente "Tenten" Ibarra
- Matteo Guidicelli - Gian Carlo De Luca
- Cherie Gil - Luciana Marchesa
- Sunshine Cruz - Alice Urtola
- Edgar Mortiz - Ruben "Dodoy" Ibarra
- Rio Locsin - Pilita "Taps" Ibarra
- Kean Cipriano - Binggoy Ibarra
- Ruben Maria Soriquez - Roberto Marchesa
- Andrew E. - Eugene "Uge" Urtola
- Sue Ramirez - Angela "Angel" Urtola
- Joseph Marco - River Cruz